# Eila Koiso-Kanttila
Eila Anneli Koiso-Kanttila, coniugata Hakala (Tampere, 25 luglio 1931 – 31 marzo 2012), è stata una cestista finlandese.

## Carriera
Con la Finlandia ha disputato i Campionati europei del 1952.